# 弗氏擬鮋
弗氏擬鮋（学名：Scorpaenopsis furneauxi）是輻鰭魚綱鮋形目鮋亞目鮋科的其中一種，為亞熱帶海水魚，分布於西太平洋澳洲昆士蘭、阿拉弗拉海海域，棲息深度可達10公尺，體長可達9.6公分。棲息在底層水域，生活習性不明。

## 扩展阅读
維基物種上的相關：弗氏擬鮋